# Milla romana

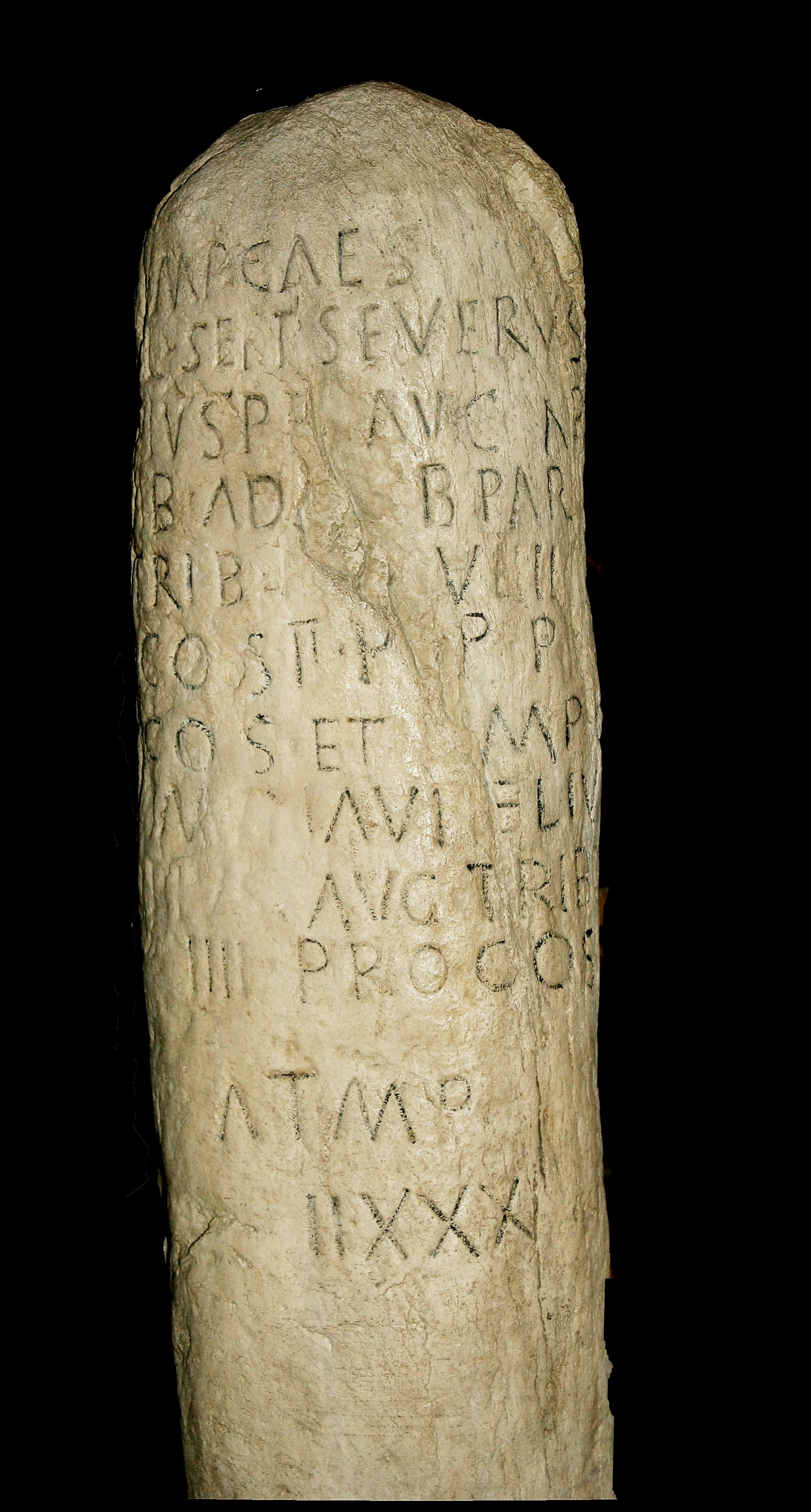
Miliario utilizado en St Margarethen, Austria

En la antigua Roma la milla romana equivalía a la distancia recorrida con mil pasos (en latín: mille passus, plural: milia passuum). Para los romanos, un paso equivalía a dos pasos de los actuales, puesto que consideraban la zancada como ciclo completo: distancia recorrida por uno de los pies después de apoyarse en el pie contrario. A su vez un passus equivalía a cinco pies romanos.

## Conversión al sistema métrico
Toda esta estructura de medidas se basaba en una visión idealizada de proporciones entre las diferentes partes del cuerpo humano, manejando cada sociedad una estructura y un valor diferentes para cada una de estas medidas, aun conservando el mismo nombre. De esta forma el pie tenía diferentes medidas según fuera romano, griego, íbero, babilónico, inglés, etc. La milla romana (milia passum en latín) equivalía a 5000 pies y a 1481 metros aproximadamente.
Para otros estudiosos (Antonio Blázquez), equivale a 1672 m, basándose en distancias de itinerarios de calzadas romanas, aunque ha sido rebatido en otros estudios.